# Ramón Albariño
Ramón Amancio Albariño (Paraná, 10 de febrero de 1891 - Buenos Aires, 12 de septiembre de 1956) fue un militar y político argentino, que ocupó varios cargos públicos durante la revolución del 43 y la presidencia de Juan Domingo Perón, entre ellos el de Gobernador de la provincia de Entre Ríos entre 1950 y 1952.

## Biografía
Egresó del Colegio Militar el 25 de febrero de 1910 y el 21 de diciembre de 1912 egresó como subteniente del arma de ingenieros en el puesto 22 de los 111 cadetes que integraron la promoción trigésimo séptima de la academia militar. Prestó servicio en distintos destinos militares y fue secretario de la Dirección General de Comunicaciones del Ejército Argentino, interventor de dos talleres ferroviarios nacionales bajo el gobierno de José Félix Uriburu. En 1942, con el grado de coronel, fue titular de la Dirección General de Ingeniería del Ejército.Ascendió a General en 1942 y nombrado comandante de la 2.ª. División del Ejército. 
Apoyó la Revolución de 1943. A fines de octubre de 1945 fue nombrado interventor de la provincia de Buenos Aires, cargo que ejerció hasta el mes de enero siguiente. Entre 1946 y 1949 fue presidente de la petrolera estatal YPF; durante su gestión, la empresa aumentó significativamente la producción de petróleo, en el marco del 
nacionalismo petrolero donde la empresa era vista como un elemento clave para garantizar la soberanía nacional, logro que la empresa sea autosuficiente financieramente, financiándose a sí misma con las ganancias provenientes de la extracción de petróleo sin necesidad de asignación de presupuesto estatal.
Desde su cargo como director de YPF dedicó grandes esfuerzos para incrementar la exploración y desarrollo de la extracción de petróleo, lanzó un plan para aumentar la producción, YPF resultando en un incremento de la producción de petróleo y derivados saltando de menos de 300.000 metros cúbicos en 1946 a casi 3.010.000 de metros cúbicos en 1950, la empresa sextuplicó los montos invertidos en exploración y producción, quintuplicando el promedio anual invertido entre 1930/1945, junto con el descubrimientos de nuevos gas y petróleo no convencional en Neuquénn, Chubut y Santa Cruz. Junto con la modernización de la refinerías de La Plata y Mar del Plata que aumentaron un 75% promedio que se sentaron las bases para el boom petrolero posterior inaugura el complejo de refinerías Dock Sud, el cual sería el segundo mayor del continente al momento de su construcción.
En 1949 fue nombrado vicepresidente del Banco de Crédito Industrial Argentino. hasta 1949, la industria carecia de un régimen de financiamiento con una ausencia casi total del crédito industrial, desde su asunción procuro establecer una política de préstamos para la implantación de industrias nacionales , especialmente las que tendian a satisfacer las necesidades del mercado interno y las que contribuyan a la defensa nacional y al desarrollo de las economías regionales. Las ramas Sustancias alimenticias, Textiles, Productos químicos, y Metales y sus manufacturas absorbieron casi las 4/5 partes del monto total de préstamos en 1949 y 1950.

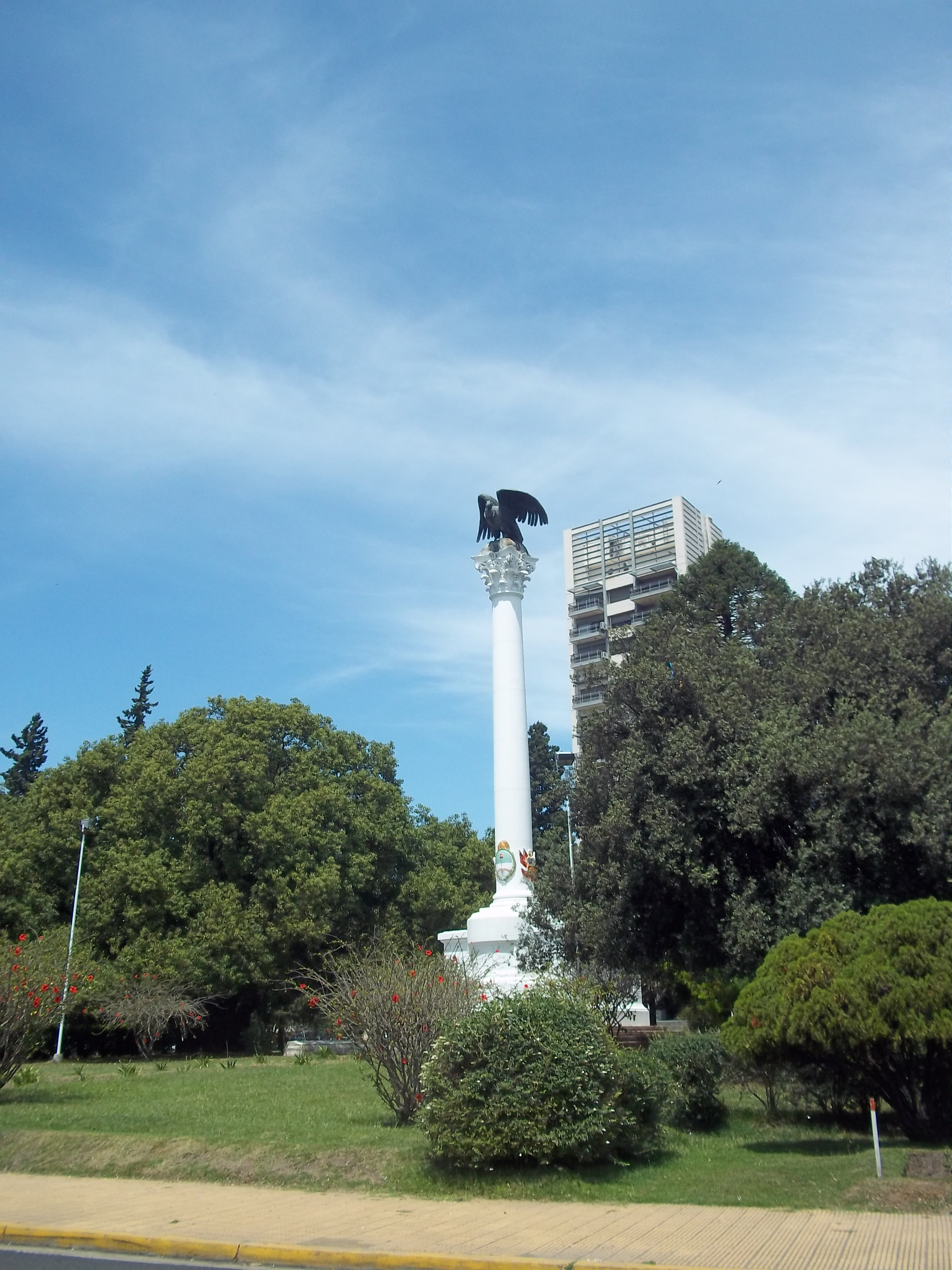
Columna del Libertador en el Parque Urquiza de la ciudad de Paraná (2014).

 En 1950 se presentó como candidato del peronismo a la gobernación de su provincia natal, Entre Ríos, triunfando por amplio margen. Debido a la reforma constitucional del año anterior, ejerció el cargo dos años ya que sería derrocado en 1955 por la dictadura autodenominada Revolución Libertadora. Durante su gestión se promovió la industria en una provincia netamente agropecuaria, se construyeron y pavimentaron numerosos caminos, se organizó el Magisterio provincial, se sancionaron leyes de Código Fiscal y la Ley Orgánica de los Municipios. También se crearon los Tribunales del Trabajo y el Instituto Autárquico del Seguro. Junto a Eva Perón colocó la piedra fundamental de la Escuela Hogar de Entre Ríos. Por otro lado, también fueron creados bajo su administración el Ministerio de Acción Social, la Escuela de Servicio Social, la Escuela de Enfermería y la Editorial de Entre Ríos. Se construyeron centrales de electricidad de Nogoyá, se erigieron 170 edificios para escuelas primarias y se dio impulso a la obra caminera. Se dio un fuerte impulso a la industria forestal, especialmente al cultivo de madera nativa como cedro, lapacho, laurel, e incienso,  que eran comercializadas a mayor valor y exportadas a Brasil. Se creó una flota provincial formada por  pequeños remolcadores, que navegaban de día y  noche atracando en los puertos provinciales, lo que originó una importante baja en los costos logísticos y potenció la conexión interprovincial y el uso de los puertos provinciales. Se mejoraron las condiciones del río Uruguay para poder navegar con la construcción de apaderos, muelles, balizas, y obras de dragado. Se produjo una notable expansión de la red ferroviaria conectando más de 17 ciudades del interior provincial, junto con la construcción de caminos rurales pavimentados que conectaron a 57 pueblos hasta entonces aislados.
A partir de 1950, se realizan las primeras forestaciones
con Eucalyptus grandis con destino a la producción de cajones para los embalajes de la
citricultura en el noreste de Entre Ríos, se marca el inicio de las forestaciones comerciales en la zona y de la
actividad forestal en torno a madera de bosques cultivado.Se establece una campaña de forestación con la introducción y cultivo de 121 especies de eucaliptos diferentes, que fueron las bases de las forestaciones llegando a 21 millones de árboles plantados en tres años. Se potenció mediante créditos la industria maderera estableciéndose 123 aserraderos, dos modernas papeleras, y 533 fábricas de muebles. Se realizan la mayor parte de las forestaciones, con un fuerte impulso por parte del Estado peronista, que buscaba sustituir importaciones y reducir la histórica balanza comercial negativa de productos forestales. Permitiendo lograr en pocos años el autoabastecimiento interno y  saldos exportables En tres años el país paso de tener un déficit comercial de productos forestales de 103 millones de dólares en 1950 a un superávit de 149 millones en 1952, siendo la contribución de Entre Ríos un 50 por ciento de dicho saldo favorable  siendo clave la incorporación de innovaciones y cambios tecnológicos. La provincia llegó a tener para 1954 670 ha forestadas con Eucaliptos, frente a las 1230 de 1951. Se establecen en tres años 231 industrias, de las cuales 202 son aserraderos, 20 empresas de muebles.En 1950 se creó la Dirección de Bosques se logró concretar el inventario de los bosques nativos, comenzaron las investigaciones sobre especies potenciales, se aplicaron modernos métodos de cultivo en las  industrias forestales y se trabajó en la lucha y prevención de incendios,  se
instalaron 27 viveros forestales.
Se modernizó el Puerto de Concepción del Uruguay llevando su  calado de 13 a 23 pies permitiendo exportar desde allí de 13.000 toneladas de trigo y maíz en 1950 a 138.000 tres años después, junto con la exportación de productos de otras provincias como  yerba, lienzos de algodón, tabaco y algunas maderas. Mientras que gracias a la construcción de mulles galpones y acerraderos se construyeron tres puertos madereros con una significativa actividad comercial. Hubo un fuerte proceso de migración a las ciudades causado por un lado por la modernización acelerada y tecnificación del agro provincial que hizo decrecer la necesidad de mano de obra y por otro lado la multiplicación de las
industrias de aserrado, de tejidos, ladrillos, vidrio, frigoríficos, y papeleras y la formación de cordones industriales en las grandes ciudades de la provincia que llevaron al asentamiento de miles de personas en las periferias de las ciudades entrerianas.
Se buscó embellecer las ciudades del interior provincial arbolar avenidas y caminos, y se llevó adelante las parquizaciones de más de 127  plazas y paseos, en toda la provincia. En cuanto a infraestructura se extienden los sistemas de alcantarillado y cloacas a todo Concordia, Federación, Colón, Guyaleguay y a la periferia de Paraná. Se fortalece el sistema eléctrico de la provincia con 2700 kilómetros de nuevo tendido eléctrico incorporando al mismo a La Paz, Hernandarias, Piedras Blancas, Brugo, San José, Santa Elena
Federación,Rosario del Tala, San Salvador, San José de Feliciano
Villa Elisa y Basavilbaso
Gracias al turismo social impulsado por el peronismo, la ciudad de Federación y Villa Elisa  llegaron a un auge económico, a causa del movimiento comercial que generaba la afluencia de miles de turistas de todo el país para potenciar ellos se construyeron termas hoteles y albergues provinciales.
Durante su gobernación se levantó en el Parque Urquiza de la ciudad de Paraná, la Columna del Libertador, obra del arquitecto Osvaldo Rapetti. En su base se aprecian los escudos de Argentina, Chile y Perú, y en la parte superior un Cóndor emprendiendo vuelo. Durante su gobierno tejió puentes con el movimiento estudiantil, con los movimientos populares y los sindicatos a los que incorporó al gobierno. Perón veía en Albariño a otro hombre de mucha confianza y lealtad al frente de Entre Ríos.
Durante su gobernación recibió la visita de Eva Perón quien anunció la construcción de un asilo de ancianos den Gualeguaychú y un hospital en Gualeguay.Esta visita estuvo enmarca por la campaña electoral para la gobernación donde la primera dama se refirió a Albariño “gran amigo de Perón, que realizaría la obra peronista en Entre Ríos”.
Las visitas de Eva Perón comenzaron con el  traspaso de mando del gobernador Héctor Domingo Maya, al general Ramón Albariño.
Al finalizar su mandato como Gobernador, fue elegido senador nacional para un período de seis años. En 1954 fue nombrado Presidente Provisional del Senado, un cargo de suma importancia ya que quedaba como segundo en la sucesión presidencial en caso de acefalía. Ocupaba ese cargo al momento de producirse el derrocamiento del presidente Perón en septiembre de 1955.
En razón de su rango militar, no fue arrestado; no obstante, una enfermedad terminó rápidamente con su vida, falleciendo en la capital del país en septiembre de 1956. en su honor existe una calle en Paraná.